# Andorra en los Juegos Olímpicos de Salt Lake City 2002
Andorra estuvo representada en los Juegos Olímpicos de Salt Lake City 2002 por un total de 3 deportistas que compitieron en esquí alpino.
El portador de la bandera en la ceremonia de apertura fue el esquiador Víctor Gómez. El equipo olímpico andorrano no obtuvo ninguna medalla en estos Juegos.